# Campeonato Roraimense de Futebol de 2008
O Campeonato Roraimense de Futebol de 2008 foi a 53.ª edição do torneio, aconteceu entre 3 de maio e 28 de junho de 2008 e reuniu oito equipes, sendo seis da cidade de Boa Vista, uma da cidade de Mucajaí e outra da cidade de Pacaraima. O campeão do primeiro turno, Progresso, garantiu vaga na Série C 2008 e o campeão do segundo, Atlético Roraima, se classificou para a Copa do Brasil 2009.

## Formato
As oito equipes foram divididas em dois grupos. No primeiro turno, cada equipe enfrentou os adversários do mesmo grupo uma vez. Ao final das três rodadas, os campeões de cada grupo se enfrentaram na final do turno. O segundo turno teve fórmula semelhante, mas os grupos foram diferentes. Como duas equipes diferentes venceram os turnos, disputaram a final do campeonato em dois jogos. Todos os jogos são disputados no Estádio Ribeirão, em Boa Vista.
Um fato interessante, que não é normal de campeonatos de futebol, é primeiro critério de desempate: menor número de gols sofridos.

## Equipes participantes
- Atlético Progresso Clube
- Atlético Rio Negro Clube
- Atlético Roraima Clube
- Baré Esporte Clube
- Grêmio Atlético Sampaio (GAS)
- Náutico Futebol Clube
- River Esporte Clube
- São Raimundo Esporte Clube

## Disputa
Esses foram os resultados dos dois turnos e das duas partidas finais do campeonato:

### Primeiro turno
Grupo A